# آب مقطر

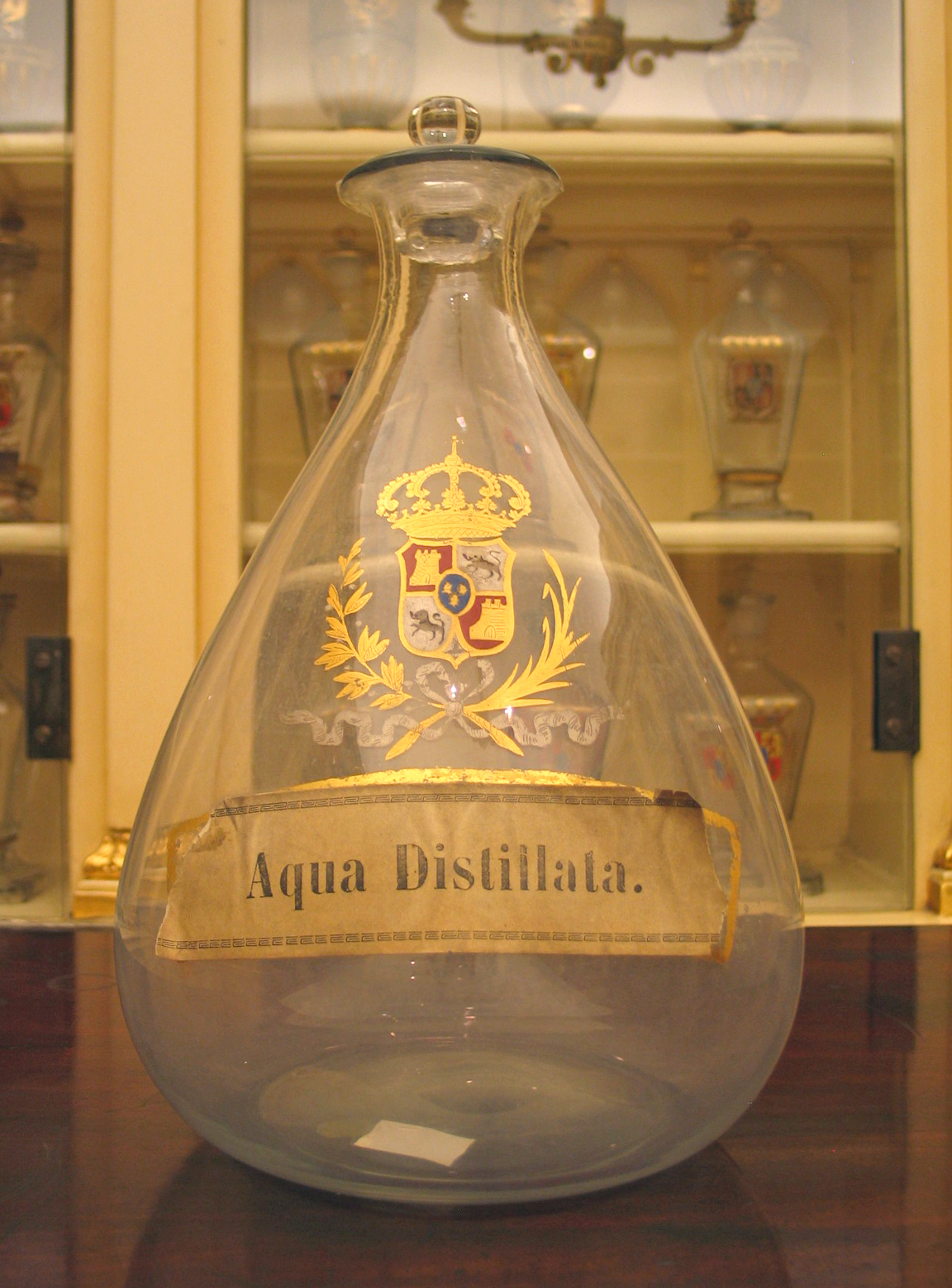
یک بطری آب مقطر در مادرید

آب مقطر یا آب واچکیده (به انگلیسی: Distilled water) آبی است که ناخالصی آن به شیوه تقطیر گرفته شده باشد. در این شیوه آب را جوشانده و بخار آب را به ظروف دیگری انتقال می‌دهند. دمای جوش در آب چکیده پایین‌تر از آب معمولی است.
آب مقطر در باتری اسیدی مورد استفاده اتومبیل‌ها و کامیون‌ها استفاده می‌شود.جدیدترین وبصرفه ترین  روش تولیدآبمقطرروش دستگاه دیونایزرمیباشد

## شیوه تولید

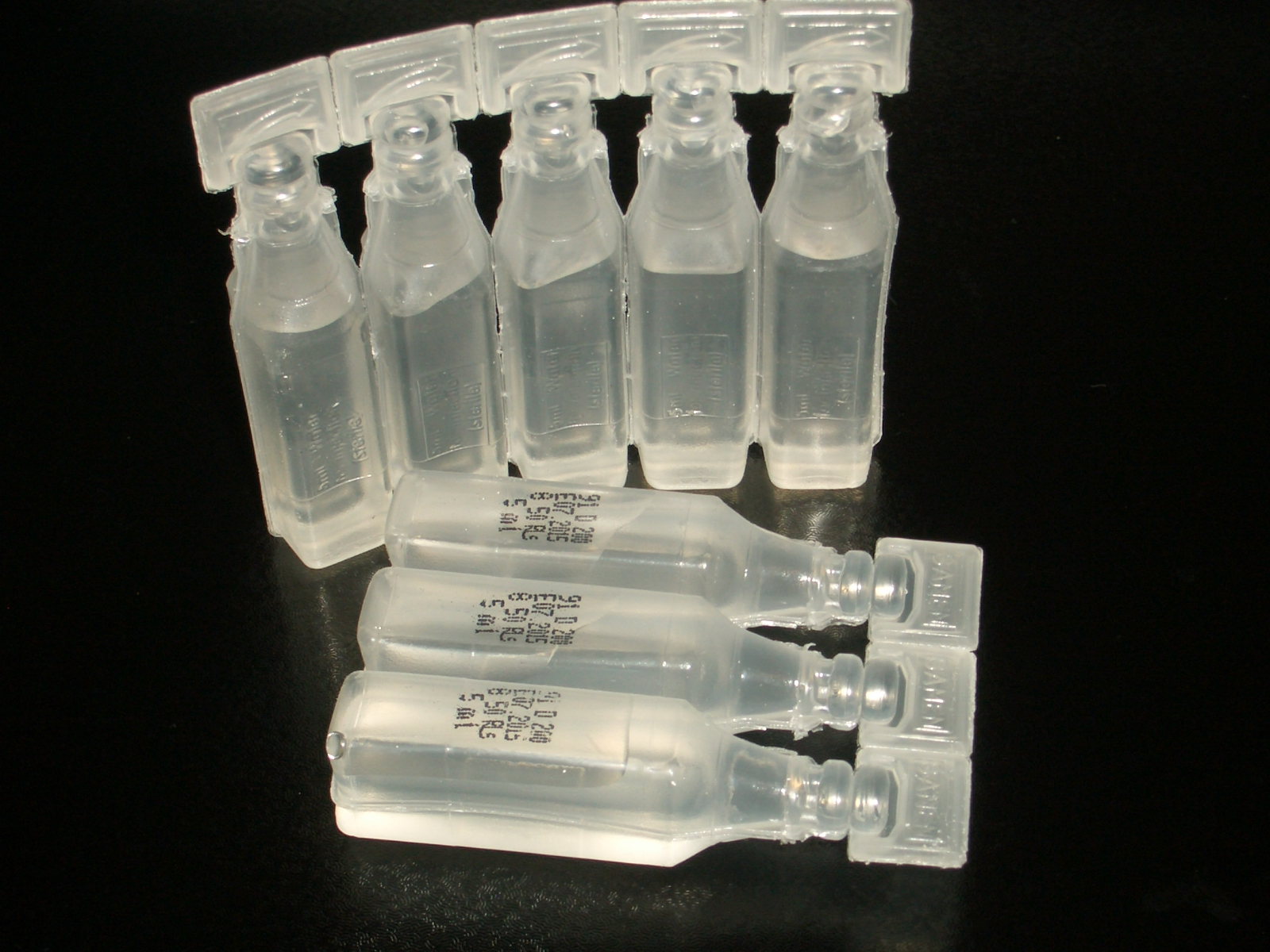

### روش‌های تولید آب مقطر
1. جوشاندن و تقطیر کردن
2. عبور آب از روی رزین
3. تصفیه به وسیلهٔ فیلترهای اسمز معکوس و نانو فیلتر

البته می‌توان روش‌های بالا را با هم یا جدا از هم استفاده نمود.

## نکته‌ها
1. نکتهٔ موجود در روش جوشاندن و تقطیر این است که در حجم‌های بالا کار چندان به صرفه ای نیست و همچنین آب به‌دست آمده در این روش درجه خلوص بالایی ندارد و املاح همراه با بخار تقطیر می‌شود. برای راندمان بیشتر در روش تقطیر باید فشار هوا را کمتر و دما را بیشتر کرد که این کار باعث زودتر به جوش آمدن آب می‌شود. باید این نکته را در نظر داشت که نا خالصی‌ها باعث ایجاد رسوب می‌شود.
2. در روش عبور از رزین این نکته مد نظر است که رزین خود نیاز به احیا دارد و این کار نیاز به دقت دارد؛ و مدت زمان احیا سازی رزین را از دو روش دستی و دیجیتالی به‌دست می‌آورند
  1. روش دیجیتالی: می‌دانید که ناخالصی در آب باعث ایجاد رسانایی می‌شود. با توجه به این موضوع دستگاه‌های محاسبه اتوماتیک ساخته می‌شود.
  2. روش آزمایشگاهی: با چند بار آزمایش و گرفتن درصد خطا با شرایط محیطی این زمان مشخص می‌شود.
3. در روش تصفیه به وسیلهٔ فیلترهای اسمز معکوس و نانو فیلتر آب را تحت فشار به پشت نانو فیلترها می‌فرستند و از طرف دیگر آب مقطر به‌دست می‌آید.

این تکنولوژی به لطف نانو فیلترها و اندازهٔ ذرات مولکول‌های آب امکان‌پذیر می‌شود. نانو فیلترها دارای سوراخهای ریزی هستند که مولکولهای آب از آن رد می‌شوند اما دیگر ناخالصی‌ها گذر نمی‌کنند.
با این تکنولوژی می‌توان آب دریا را آشامیدنی کرد.

## ویژگی‌های شیمیایی و فیزیکی
- pH آب مقطر خنثی و در حدود ۷ می‌باشد.
- رسانایی ویژه آب مقطر (عکس مقاومت) بسیار کم است. زیرا رسانایی الکتریکی آب با انحلال نمک‌ها در آن افزایش می‌یابد.
- دمای جوش آن به دلیل خالص بودن پایین‌تر از آب‌های طبیعی می‌باشد.
- به علت عدم وجود مواد محلول، خاصیت خورندگی ندارد.
- آب مقطر همانند آب معمولی، نوشیدنی مطلوب و گوارایی نیست و طعم خود را به دلیل حذف یون‌های موجود، از دست داده‌است.